# Jörg Dederding
Jörg Dederding (* 5. August 1967) ist ein ehemaliger deutscher Rudersportler, der als Steuermann bei Weltmeisterschaften eine Goldmedaille, eine Silbermedaille und zwei Bronzemedaillen gewann.

## Sportliche Karriere
Dederding gehörte dem WSV Honnef an. Seinen ersten deutschen Meistertitel erreichte er 1989 im Leichtgewichts-Achter. 2002 gewann er erneut in dieser Bootsklasse. Dazwischen war er 1997 Deutscher Meister mit dem Zweier mit Steuermann. 2000 siegte er mit dem Vierer mit Steuermann.
Dederding nahm 1988 erstmals an Weltmeisterschaften teil. Bei den Weltmeisterschaften in Mailand verfehlte der Leichtgewichts-Achter als Vierter die Medaillenränge um zwei Sekunden. Im Jahr darauf gewann das Boot bei den Weltmeisterschaften in Bled die Bronzemedaille. Bei den Weltmeisterschaften 1990 in Neuseeland steuerte Dederding zwei Boote. Mit Markus Vogt und Andreas Lütkefels belegte Dederding den fünften Platz im Zweier. Der Leichtgewichts-Achter erreichte den vierten Platz mit einer Sekunde Rückstand auf die drittplatzierten Briten und 0,03 Sekunden Vorsprung auf die fünftplatzierten Australier. Im folgenden Jahr bildeten Armin Eichholz, Armin Weyrauch, Matthias Ungemach, Bahne Rabe und Jörg Dederding einen Vierer mit Steuermann. Die Crew gewann bei den Weltmeisterschaften in Wien den Titel mit 1,33 Sekunden Vorsprung vor den Rumänen.
Erst neun Jahre später bei den Weltmeisterschaften 2000 in Zagreb nahm Dederding wieder an Weltmeisterschaften teil. Lars Erdmann, Wolfram Huhn, Lars Krisch, Andreas Werner und Dederding wurden Dritte im Vierer mit drei Sekunden Rückstand auf die Silbermedaille und einer halben Sekunde Vorsprung vor den viertplatzierten Franzosen. In seiner letzten internationalen Regatta steuerte Dederding den Leichtgewichts-Achter zur Silbermedaille bei den Weltmeisterschaften 2002 in Sevilla.